# Mariano José de Ureta
Mariano José Luis de Ureta y Rivero (Arequipa, Virreinato del Perú, 17 de agosto de 1782-Ibid., 2 de enero de 1838) fue un político peruano.
Fue diputado suplente de la República del Perú por la provincia de Condesuyos en 1829 y 1831 durante el primer gobierno del Mariscal Agustín Gamarra. Luego fue elegido como diputado titular por la misma provincia.
Posteriormente, fue elegido por la provincia de Arequipa como miembro de la Convención Nacional de 1833 que expidió la Constitución Política de la República Peruana de 1834, la cuarta de la historia del país.